# Jean-Michel Basquiat
Jean-Michel Basquiat (New York, 22 dicembre 1960 – New York, 12 agosto 1988) è stato un writer e pittore statunitense.

Basquiat nel 1984

È stato uno dei più importanti esponenti del neoespressionismo e del writing americano, riuscendo a portare, insieme a Keith Haring, questo movimento dalle strade metropolitane alle gallerie d'arte.

## Biografia

### Primi anni (1960–1977)
Jean-Michel Basquiat nacque a Brooklyn, borough di New York, il 22 dicembre 1960, secondo di quattro figli, da padre contabile haitiano, Gérard Basquiat (1930–2013), e da madre statunitense di origini portoricane, Matilde Andrades (1934–2008); aveva due sorelle minori, Lisane e Jeanine, mentre il fratello maggiore, Max, morì in tenera età. La famiglia vive a Park Slope e professa la fede cattolica.
Jean ottiene l'amore per l'arte grazie alla madre, che lo porta nei musei d'arte locali e lo iscrive come membro junior del Brooklyn Museum of Art . Basquiat era un bambino precoce che imparò a leggere e scrivere all'età di quattro anni.  La madre incoraggia il talento artistico del figlio, che spesso cerca di disegnare i suoi cartoni animati preferiti. Nel 1967 iniziò a frequentare la Saint Ann's School, una scuola privata. Lì fece amicizia con Marc Prozzo, con il quale realizzò un libro per bambini, scritto da Basquiat e illustrato da Prozzo, a soli 7 anni.
Nel 1968 viene investito da un'autovettura, riportando la frattura di un braccio e gravi lesioni interne che costringono i medici all'asportazione della milza. Durante il mese di degenza al “King's County”, la madre gli regala il libro di anatomia Gray's Anatomy di Henry Gray, che lo influenzerà molto, poiché nelle sue opere riporterà poi molti elementi anatomici. Gray si chiamerà anche il gruppo musicale che Basquiat fonderà insieme agli amici Vincent Gallo, Michael Holman, Wayne Clifford, Nick Taylor e Shannon Dowson. Già all'età di 11 anni era capace di parlare, leggere e scrivere in francese e spagnolo.
Nel 1968 i suoi genitori si separarono, Basquiat e le sue sorelle furono, quindi, cresciuti dal padre. La madre fu, invece, ricoverata in un ospedale psichiatrico nel 1970, facendo dentro e fuori le istituzioni. La famiglia di Basquiat, dopo il divorzio, risiedeva nel quartiere di Brooklyn di Boerum Hill, per poi trasferirsi a San Juan, Porto Rico, nel quartiere di Miramar, nel 1974. Quando tornarono a Brooklyn nel 1976, Basquiat iniziò a frequentare la Edward R. Murrow High School. Scappò di casa a 15 anni quando suo padre lo sorprese a fumare erba nella sua stanza, iniziando, quindi, a dormire sulle panchine del Washington Square Park e ad assumere LSD. Alla fine, suo padre lo rintracciò e chiamò la polizia per riportarlo a casa.
Si iscrisse alla City-As-School, una scuola superiore alternativa di Manhattan, meta di molti studenti d’arte che avevano problematiche con la scuola convenzionale, e, nonostante saltasse scuola con i suoi amici, riceveva comunque incoraggiamenti dai suoi insegnanti e iniziò così a scrivere e illustrare per il giornale della scuola.

### Gli inizi (1978-1980)
(Jean-Michel Basquiat, intervista al Village Voice, 1978)
Durante il periodo alla City-as-School si sviluppa il concetto di SAMO©, una falsa religione, iniziata come uno scherzo tra Basquiat e il compagno di scuola Al Diaz, un giovane graffitista che disegnava sui muri delle Jacob Riis Houses, a Manhattan .
Il termine stava per abbreviazione della frase "Same old shit".
Insieme all'amico, Basquiat acquista piena consapevolezza della propria vocazione artistica. I due iniziarono, quindi, a fare uso di droghe pesanti e psichedelici come l'LSD e, nel maggio 1978, iniziarono a realizzare graffiti sugli edifici della Lower Manhattan. Lavorando sotto lo pseudonimo di SAMO, incisero slogan pubblicitari, rivoluzionari e satirici, come "SAMO© SAVES IDIOTS" (SAMO© salva gli idioti) o "SAMO© COME ALTERNATIVA A DIO". Nel giugno 1978, Basquiat fu espulso dalla City-As-School per aver picchiato il preside, venendo quindi cacciato di casa dal padre, a soli 17 anni. Iniziò a lavorare per l'Unique Clothing Warehouse a NoHo mentre continuava a realizzare graffiti di notte. L'11 dicembre 1978 il giornale The Village Voice pubblica un articolo sui graffiti SAMO©.
Nel 1979 Basquiat è apparso nel programma televisivo in diretta TV Party, condotto da Glenn O'Brien, con il quale strinse una forte amicizia. Nel frattempo iniziò a realizzare graffiti intorno alla School of Visual Arts, dove fece amicizia con gli studenti John Sex, Kenny Scharf e Keith Haring.
Nell'aprile 1979 Basquiat incontrò Michael Holman al Canal Zone Party e insieme fondarono la band musicale Test Pattern, che in seguito fu ribattezzata “Gray”, alla quale si unirono Shannon Dawson, Nick Taylor, Wayne Clifford e Vincent Gallo. Il collettivo noise rock si esibì in discoteche come Max's Kansas City, CBGB, Hurray e Mudd Club.
In questo periodo Basquiat viveva nell'East Village con l’amico Alexis Adler, un laureato in biologia del Barnard College, che fornì da fonte d’ispirazione. Infatti, Basquiat copiava spesso i diagrammi dei composti chimici dai libri di testo scientifici di Adler. Nel frattempo realizzava cartoline con l’amica Jennifer Stein, che poi vendeva a SoHo. Fu proprio qui che Basquiat incontrò Andy Warhol al ristorante WPA, con il critico d'arte Henry Geldzahler, al quale vendette una cartolina intitolata “Stupid Games, Bad Ideas”.
Nell'ottobre 1979 nello spazio aperto di proprietà dell’artista Arleen Schloss, chiamato “A's”, Basquiat espose dei montaggi, utilizzando copie Xerox a colori, delle sue opere. Schloss, affascinata, permise, quindi, a Basquiat di utilizzare il luogo per creare i suoi abiti "MAN MADE", che consistevano in capi riciclati e dipinti. Nel novembre 1979 la costumista Patricia Field portò la linea di abbigliamento di Basquiat nella sua boutique di lusso sull'8a strada dell'East Village, esponendo anche le sculture dell’artista nella vetrina del negozio.
All'inizio del 1980, in seguito ad un litigio, arriva la rottura del sodalizio con Al Diaz, e Basquiat scriverà nelle vie della città “SAMO© IS DEAD”, non utilizzando mai più il termine in seguito .

### Il successo (1980–1986)
Nel giugno 1980 Basquiat apparve sulla rivista High Times, la sua prima pubblicazione nazionale, come parte di un articolo intitolato "Graffiti '80: lo stato dell'arte fuorilegge" di Glenn O'Brien. Nello stesso anno iniziò le riprese del film indipendente di O'Brien, Downtown 81 (2000), originariamente intitolato New York Beat, che includeva alcune delle registrazioni di Gray nella colonna sonora.
In questo periodo è cliente fisso dei due club più esclusivi della scena socio-culturale di New York: il Club 57 ed il Mudd Club, frequentati da personalità come Andy Warhol, Madonna (con la quale avrà una storia d'amore), e Keith Haring, con il quale consolida un'amicizia che durerà fino alla morte.
Nel 1980 partecipa al Times Square Show, retrospettiva organizzata da un gruppo di artisti e sponsorizzata da Collaborative Projects Incorporated (Colab) e da Fashion Moda, alla quale farà il suo formale debutto newyorkese anche Haring. Questo evento riconosce la nascita di due nuove avanguardie della Grande Mela: la downtown (Neo-pop) e la uptown (rap e graffiti). Il 3 agosto 1980 suona per l'ultima volta al Mudd Club insieme al gruppo Gray con Vincent Gallo; sempre nello stesso anno, Glenn O'Brian lo sceglie per interpretare se stesso nel film-documentario New York Beat, che uscirà nelle sale solo nel 2001 con il nome di Downtown 81: O'Brian lo aiuterà inoltre a vendere alcune tele ai membri della produzione.
Nel 1981 partecipa alla retrospettiva New York/New Wave, curata da Diego Cortez al PS1, insieme ad altri artisti come Robert Mapplethorpe, Keith Haring, Andy Warhol e Kenny Scharf. A seguito di questo evento l’artista italiano, Sandro Chia, raccomandò Basquiat al gallerista italiano Emilio Mazzoli, che acquistò prontamente 10 dipinti per una mostra nella sua galleria d’arte a Modena, nel maggio 1981. Si tratta della prima mostra personale di Basquiat e della sua prima mostra europea, che viene però accolta negativamente e con sarcasmo dai critici e collezionisti locali. Basquiat vendette il suo primo dipinto, Cadillac Moon (1981), a Debbie Harry, cantante del gruppo punk rock Blondie, per 200 dollari, dopo aver girato Downtown 81 insieme. È anche apparso come dj nel video musicale di Blondie del 1981 Rapture, un ruolo originariamente previsto per Grandmaster Flash. A quel tempo Basquiat viveva con la sua ragazza, Suzanne Mallouk, che lo sosteneva finanziariamente come cameriera. Nel dicembre 1981 il poeta e critico d'arte, Rene Ricard, pubblica "The Radiant Child" sulla rivista Artforum, pubblicizzando Basquiat ed il suo percorso artistico, che in questo periodo si ispirava agli oggetti che trovava per strada.
Nel settembre 1981 la mercante d'arte, Annina Nosei, invita Basquiat a unirsi alla sua galleria, sempre su suggerimento di Sandro Chia. Partecipando, così, alla sua mostra collettiva “Public Address”, ottenendo da Nosei, i materiali e uno spazio per lavorare nel seminterrato della galleria. Quasi un anno dopo, nel 1982, Nosei fece in modo che Basquiat si trasferisse in un loft, che fungeva anche da studio, al 101 di Crosby Street, a SoHo. Basquiat tenne, quindi, la sua prima mostra personale americana alla Galleria Annina Nosei, nel marzo 1982, ricevendo grande apprezzamento e successo. Dipinse di nuovo a Modena per la sua seconda mostra italiana nello stesso mese, che fu però cancellata, sentendosi sfruttato a dover realizzare otto quadri in una settimana.
Nell'estate del 1982, lasciata la galleria di Nosei, Basquiat strinse amicizia con il gallerista Bruno Bischofberger, che divenne il suo mercante d'arte mondiale. Nel giugno 1982, a 21 anni, Basquiat divenne l'artista più giovane a prendere parte alla documenta di Kassel, in Germania. Le sue opere sono state esposte insieme a quelle di Joseph Beuys, Anselm Kiefer, Gerhard Richter, Cy Twombly e Andy Warhol. Successivamente Bischofberger concesse a Basquiat una mostra personale nella sua galleria di Zurigo, la Galerie Bischofberger, nel settembre 1982 e gli organizzò un incontro con Warhol il 4 ottobre. Warhol ricordò: "Ho preso una Polaroid e lui tornò a casa e nel giro di due ore era tornato con un dipinto, ancora bagnato, di lui e me insieme." Il dipinto, chiamato Dos Cabezas, accese un’intensa amicizia tra i due.
Nel novembre 1982 Basquiat inaugurò una mostra personale alla Fun Gallery dell'East Village, tra le opere esposte c'erano A Panel of Experts e Equals Pi. All'inizio di dicembre 1982 l’artista iniziò a lavorare presso lo studio che il mercante d'arte, Larry Gagosian, aveva costruito sotto la sua casa di Venice Beach, a Los Angeles. Basquiat esporrà, infine, nello stesso mese, anche alla galleria Delta di Rotterdam, e sarà fotografato da James Van Der Zee, per un'intervista con Henry Geldzahler, pubblicata nel numero di gennaio 1983 della rivista Warhol's Interview. Nello studio di Gagosian, Basquiat, iniziò una serie di dipinti per una mostra del marzo 1983, la sua seconda alla Gagosian Gallery di West Hollywood, accompagnato dalla sua ragazza, l'allora sconosciuta cantante Madonna, Gagosian ricorda così : "Tutto andava bene. Jean-Michel stava facendo quadri, li vendeva e ci stavamo divertendo molto. Ma poi un giorno Jean-Michel disse: 'La mia ragazza verrà a stare con Me.' ... Così ho detto: 'Bene, com'è?' E lui ha detto: 'Si chiama Madonna e diventerà famosa'. Non dimenticherò mai quando l'ha detto". Un decennio dopo la popstar finanzierà la retrospettiva a lui dedicata al Whitney Museum di New York e nel 1996 pubblicherà un breve ma sentito ricordo di lui sul Guardian. Nel 1983, Basquiat ha prodotto la canzone hip hop Beat Bop di Rammellzee e K-Rob.

### L'amicizia con Andy Warhol (1983–1985)

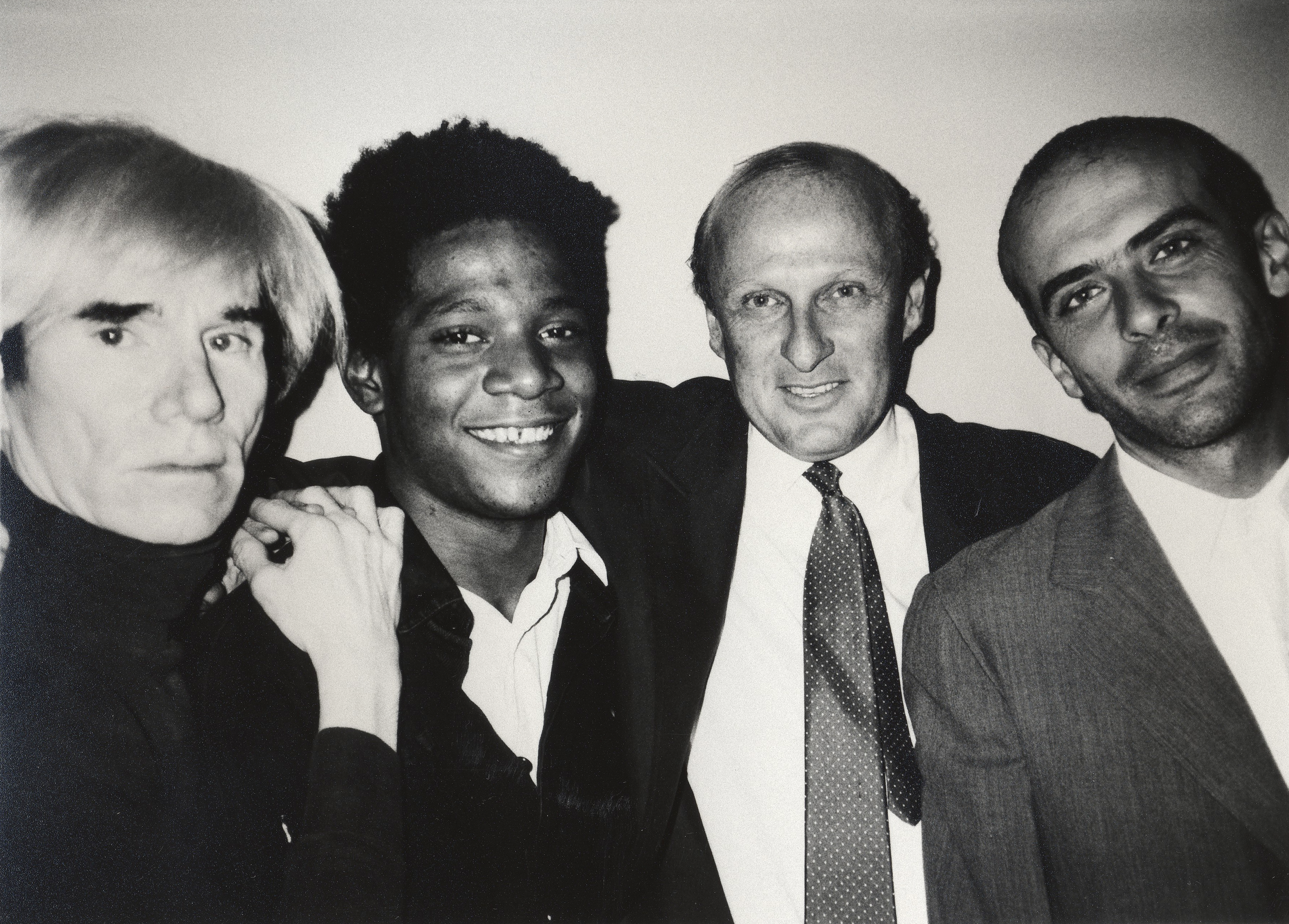
Andy Warhol, Jean-Michel Basquiat, Bruno Bischofberger e Francesco Clemente, New York, 1984

Nel 1983 Basquiat è stato riconosciuto nel mondo dell'arte come un fenomeno mondiale emergente. Quell'anno iniziò a collaborare con il suo idolo, l'artista Andy Warhol. I dipinti di Basquiat erano caratterizzati da immagini crude e infantili, che facevano riferimento alla Art Brut di Jean Dubuffet. L'elemento che però contraddistingue l'arte di Basquiat è essenzialmente l'utilizzo delle parole, inserite nei suoi dipinti come parte integrante, ma anche come sfondo, cancellate, a volte anche per attrarre l'attenzione dello spettatore.
Nel 1984, insieme ad Andy Warhol e a Francesco Clemente, inizia una serie di collaborazioni, di dipinti a "sei mani" commissionati da Bruno Bischofberger. A scopo artistico personale dipinge un altro ciclo di opere insieme al solo Warhol, eseguendo oltre cento quadri, nei quali è riconoscibile l'apporto di entrambi, e allestendo una mostra comune il cui manifesto presenta in maniera eloquente i due artisti come protagonisti di un incontro di boxe. La boxe era per Basquiat un modo di vivere, e paragonava spesso l'arte ad un ring su cui combattere.
A settembre alcune delle opere eseguite in collaborazione con gli altri due artisti vengono esposte a Zurigo. Proprio nel settembre il New York Times definisce Basquiat "la mascotte di Warhol": questo fatto, unito all'eccesso nell'uso delle droghe e alla sua progressiva tossicodipendenza da eroina che Warhol non riesce ad arrestare, porta Basquiat a soffrire di frequenti disturbi psichici.

### Ultimi anni (1985–1988)

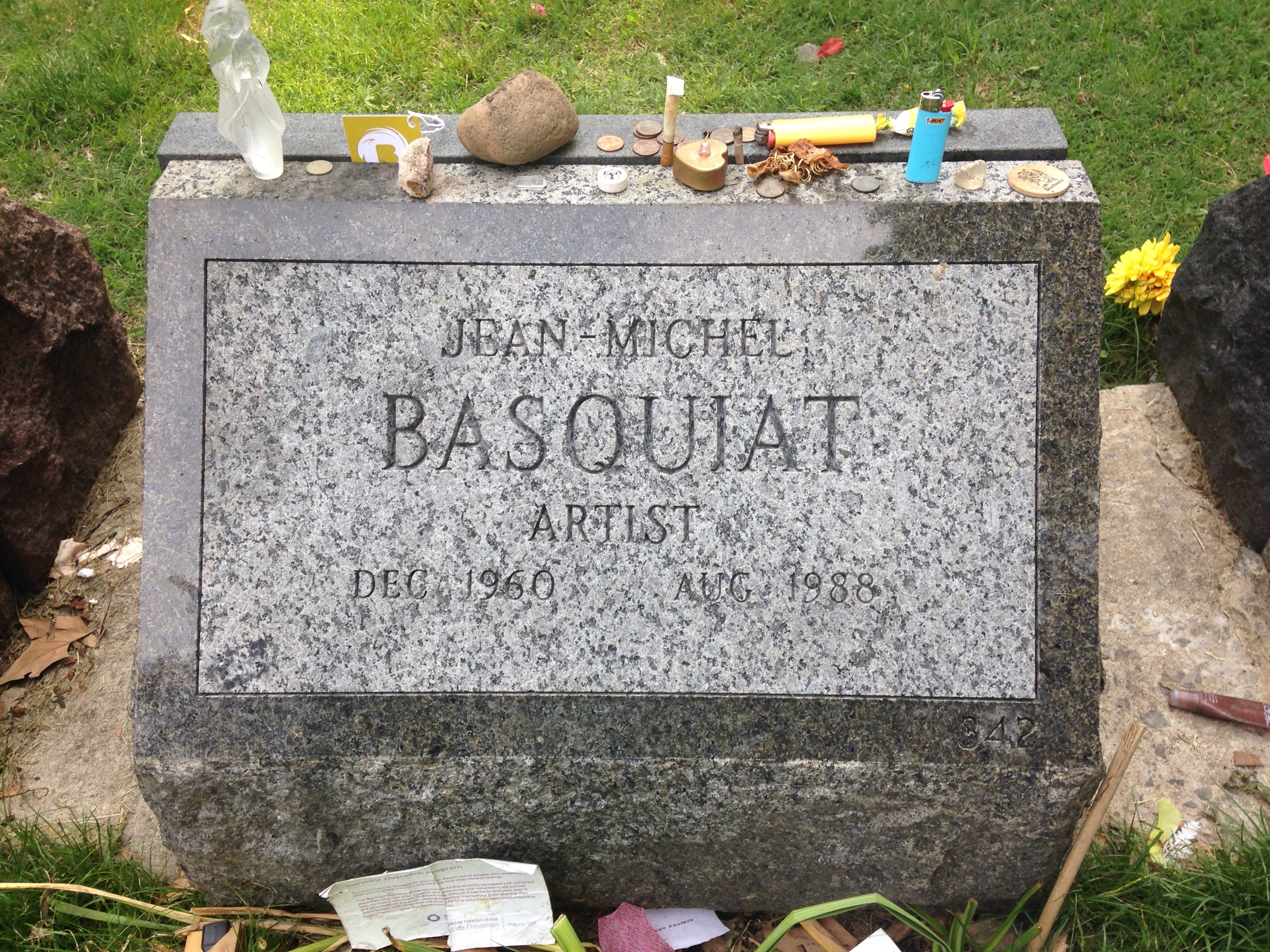
La tomba di Basquiat al cimitero di Green-Wood di Brooklyn, a New York

Nel 1985 Jean-Michel espone nuovamente alla Galerie Bischofberger di Zurigo, alla Mary Boone Gallery di New York ed alla Akira Ikeda di Tokyo, ma oramai è schiavo della droga nonostante molti dei suoi amici, vittime dei suoi attacchi paranoici, tentino di aiutarlo a disintossicarsi. Basquiat appare sulla copertina del New York Times Magazine con il titolo New Art, New Money: The Marketing of an American Artist. Nel 1986 espone ancora una volta le sue opere a Zurigo, poi ad Abidjan, in Costa d'Avorio, facendo il suo primo viaggio in Africa.
Poco dopo si interrompono i rapporti con Mary Boone, fino ad allora suo agente commerciale newyorkese; il pubblico ed i critici iniziano ormai a non accettare più i suoi lavori con l'entusiasmo di un tempo. Nel 1987, con la morte di Andy Warhol dovuta ad una mal riuscita operazione alla cistifellea, entra in una violenta fase di tossicodipendenza: il suo forte attaccamento al re della Pop Art, che aveva manifestato fino alla fine, lo conduce all'abuso di eroina per superare il trauma. Basquiat espone ancora a New York nella galleria del cugino di Tony Shafrazi, Vrej Baghoomian, il suo ultimo mercante; poi inizia un tentativo di disintossicazione che non porterà mai a termine.
Il 12 agosto 1988 viene ritrovato incosciente nel suo loft situato al primo piano di un palazzo in 57 Great Jones Street a Manhattan da Kelle Inman, allora sua fidanzata, che abita al pianterreno. Viene trasportato al Cabrini Medical Center, dove giunge senza vita. Il rapporto dell'autopsia dell'ufficio del Chief Medical Examiner del Manhattan Mortuary attribuisce la causa della morte ad un'"intossicazione acuta da droghe miste (oppio-cocaina)".
Viene soprannominato «il James Dean dell'arte moderna», essendo riuscito a scalare quel mondo con grande velocità, ma a scomparire in un tempo ancora minore: la stessa sorte toccherà anche all'amico Haring, morto di AIDS due anni dopo, e che il 17 agosto aveva presenziato al suo funerale, insieme a Francesco Clemente ed altri amici, al cimitero di Green-Wood a Brooklyn.

## Filmografia
- New York Beat Movie, regia di Edo Bertoglio (1981)
- Basquiat, regia di Julian Schnabel (1996)
- Finding My Precious Basquiat, regia di Johnalynn Holland (2005)
- A Conversation with Basquiat, regia di Tamra Davis (2006)
- Jean-Michel Basquiat: The Radiant Child, regia di Tamra Davis (2010)